# Chilperik I
Chilperik I (vóór 534 – 584) was vanaf 561 koning van een Frankisch deelrijk rond Soissons, vanaf 576 ook van de deelrijken Neustrië en Aquitanië. Hij is berucht omdat hij en zijn derde vrouw, Fredegonde, verantwoordelijk geacht worden voor de moord op zijn tweede vrouw Galswintha, zijn halfbroer Sigebert en zijn zoon Merovech.

## Leven

### Strijd tegen Austrasië (561–575)
| ■ Chilperik I van Soissons | ■ Sigebert I van Austrasië |
| ■ Charibert I van Neustrië | ■ Gontram van Bourgondië   |

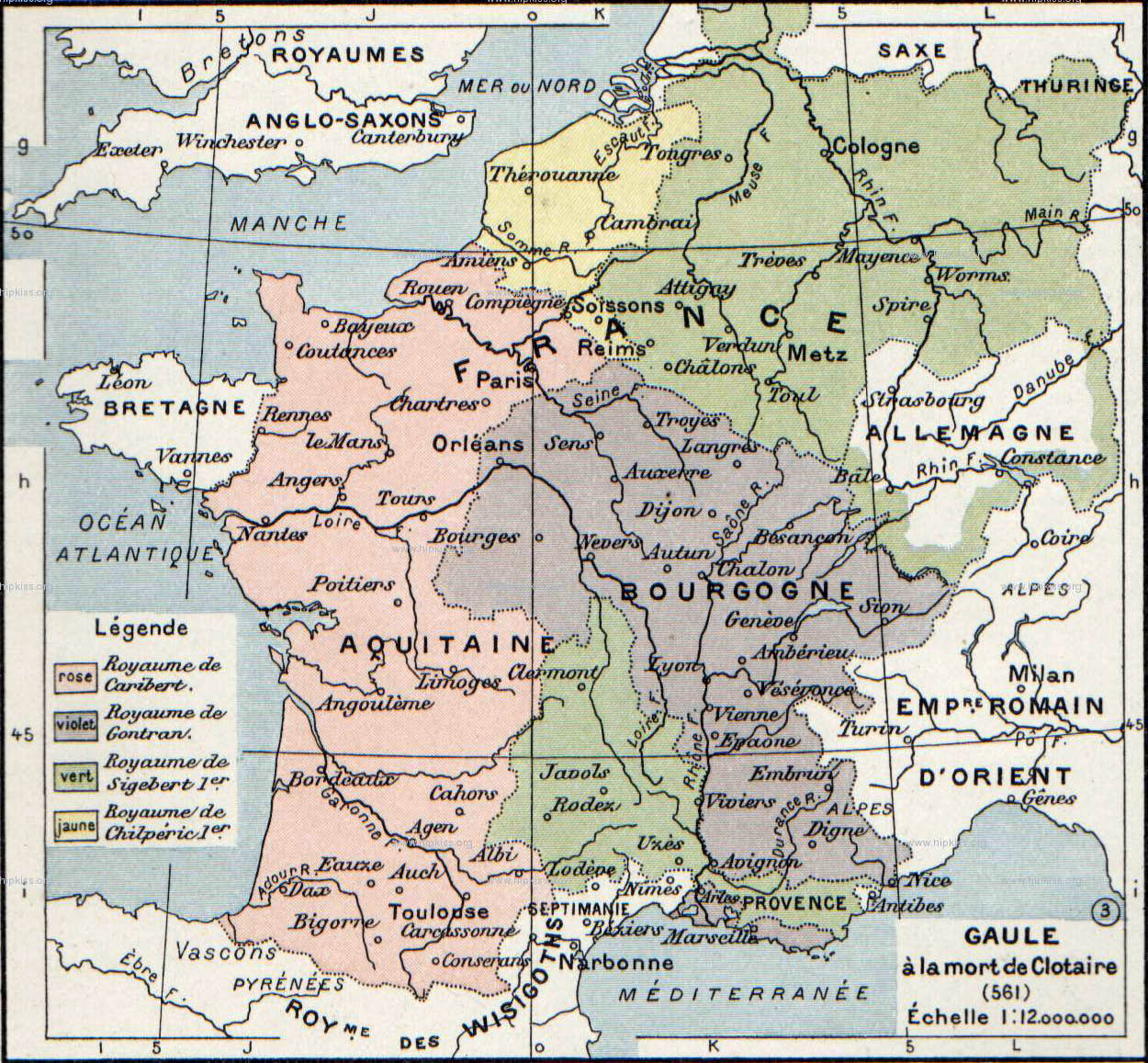
Het Frankische rijk van 561 tot 567:

Chilperik was de enige zoon uit het laatste huwelijk van koning Chlotarius I. Om deze reden eiste hij het Frankische Rijk op in 561, maar zijn halfbroers verplichtten hem tot een erfdeling (zie kaart). Wel bleef hij azen op het gedeelte van Sigebert I. Toen Sigebert naar het zuidoosten vertrok om de Avaren te bestrijden, veroverde Chilperik zijn hoofdplaats Reims (562). Sigebert keerde glorieus terug, heroverde Reims en stootte door naar Soissons. Chilperik moest beloven dat hij Sigebert niet meer zou aanvallen.
Eind 567 overleed Charibert I zonder mannelijke nakomelingen. Hierdoor ontving Chilperik Neustrië, maar Aquitanië moest hij delen met Sigebert. Ontevreden viel hij binnen in de aanwinsten van Sigebert, maar Gontram kwam tussenbeide en verdreef Chilperik. De vete tussen Chilperik en Sigebert werd heviger toen Chilperik zijn tweede vrouw Galswintha liet vermoorden (568). Haar zus Brunhilde was immers de echtgenote van Sigebert. Als meest nabije familielid van de overledene, en om Chilperik te doen boeten, vond ze dat zij nu Galswintha's morgengave moest ontvangen. Deze morgengave omvatte onder andere Bordeaux, Limoges en de Bigorre. Chilperik hield deze gebieden voor zichzelf.
Na jaren van oorlog wist Chilperik in 573 Gontram aan zijn zijde te scharen, maar al in 575 liet deze hem in de steek. Sigebert kreeg nu weer de bovenhand. Chilperiks zoon Theodebert sneuvelde, Parijs en Soissons vielen in handen van Sigebert. Chilperik en Fredegonde moesten zich terugplooien op Doornik. Sigebert zocht nieuwe manschappen om hen daar gevangen te nemen. In een ultieme poging om het noodlot af te wenden, stuurde Fredegonde twee vertrouwelingen naar zijn Hof. Zij konden Sigebert vermoorden met vergiftigde messen. Chilperik had nu voldoende tijd om zelf een leger te verzamelen. Hij heroverde Parijs en Soissons, en stootte zelfs door naar Sigeberts bezittingen in Aquitanië, zoals Tours en Poitiers. Hierbij werd Brunhilde gevangengenomen, de jonge Childebert II kon ontkomen naar Austrasië.

### De ongehoorzaamheid van Merovech (576–578)
In de lente van 576 gaf Chilperik de opdracht aan Merovech, zijn oudste nog levende zoon, om zich te vestigen in Aquitanië. Al snel besloot deze Poitiers tijdelijk te verlaten en een bezoek te brengen aan Rouen, waar zijn moeder Audovera woonde. Ook Brunhilde had hier, in ballingschap, de winter moeten doorbrengen. Merovech besefte dat Fredegonde Neustrië en Aquitanië wou opeisen voor háár zonen. Hij kon nu al koning worden van Austrasië indien hij trouwde met zijn tante Brunhilde. Hoewel dit huwelijk incestueus was, ook volgens de opvattingen van die tijd, voltrok bisschop Prætextatus van Rouen het huwelijk.
Chilperik deed alsof hij het huwelijk goedkeurde en beloofde het echtpaar een vrije aftocht naar Austrasië. In werkelijkheid liet hij Merovech gevangennemen. Brunhilde mocht vertrekken met haar bruidsschat. Om Merovech uit te schakelen als opvolger, werd hij opgenomen in een klooster in Le Mans. Hieruit kon hij ontsnappen en in Tours vroeg hij het kerkasiel van bisschop Gregorius van Tours. Deze weerstond aan dreigementen van Chilperik om Merovech toch te arresteren. Op zeker ogenblik kon Merovech met een groep soldaten ontkomen naar Bourgondië. Chilperik was woedend. De Kerk hield hierover een concilie in Parijs (577). Bisschop Prætextatus werd verbannen naar het eiland Jersey. Tijdens een maaltijd verzoenden Chilperik en Gregorius zich met elkaar.
Merovech kwam aan in Reims maar daar werd zijn koningschap over Austrasië niet erkend. Wel kon hij zich er voorlopig vestigen. Chilperik stuurde soldaten om Merovech gevangen te nemen, maar hij en zijn gevolg konden ontkomen. Spoedig vernam hij dat de inwoners van Terwaan in opstand waren gekomen tegen hun bisschop en hoopten dat Merovech hun koning wou worden. Merovech vertrok terstond naar Terwaan, maar onderweg werd het gezelschap gevangengenomen. Het bericht was vals. Hij stierf in onduidelijke omstandigheden; Chilperik beweerde dat hij zelfmoord gepleegd had, maar tijdgenoten vermoedden dat hij zijn zoon had laten doden.

### Laatste jaren (578–584)
Omdat Bretagne nog onafhankelijk was, viel Chilperik het gebied binnen in 578. Tijdens een veldslag waarin de Franken en de Bretoenen drie dagen tegenover elkaar stonden, konden de Franken standhouden. De moeizaam behaalde overwinning was echter onvoldoende om Bretagne te onderwerpen aan het Frankische gezag.
Toen de adel van Austrasië in opstand kwam tegen het centraliserende beleid van Brunhilde, sloot Chilperik een bondgenootschap met de opstandelingen. Brunhilde kon de opstand echter neerslaan en bleef stevig in het zadel. Bovendien kon ze haar afkomst, als dochter van koning Athanagild, uitspelen om militaire actie vanuit Visigotisch Spanje teweeg te brengen. In 583 verzoende Chilperik zich met de Visigoten. Hij schonk de hand van zijn dochter, Rigundis, aan een zoon van koning Leovigild. Met een grote bruidsschat vertrok Rigundis naar het zuiden.
Vanuit zijn palts in Chelles ging Chilperik vaak op jacht. Tijdens één jachtpartij, op 27 september 584, zagen edellieden die zich door hem vernederd voelden, hun kans schoon om Chilperik te doden. Het lichaam werd overgebracht naar Parijs en begraven in de église Saint-Germain-des-Prés. Rigundis moest terugkeren naar het Frankische Hof, het huwelijk werd afgeblazen.

## Chilperik als koning
Chilperik was vaak in conflict met de Kerk over de benoeming van bisschoppen. Soms verkocht hij het ambt aan de hoogste bieder, of benoemde hij één van zijn hovelingen. Hij werd ook ervan beschuldigd dat hij beslag legde op kerkelijke goederen, en dat hij nalatenschappen aan de Kerk ongeldig verklaarde. Chilperik hief hoge belastingen maar toen twee van zijn zonen stierven aan dysenterie, verbrandde hij de belastinglijsten bij wijze van boetedoening. Hij was graag bezig met poëzie en probeerde vier nieuwe letters toe te voegen aan het alfabet, die overeenkwamen met specifieke klanken van het Nederfrankisch. Vanuit zijn passie voor muziek liet hij de amfitheaters van Soissons en Parijs renoveren. Naar Byzantijns voorbeeld vond Chilperik het uitsteken van de ogen een beschaafd alternatief op de doodstraf.
De gegevens over Chilperik en Fredegonde zijn grotendeels afkomstig uit de Historia Francorum. Dit werk werd geschreven door Gregorius van Tours, op dat moment de bisschop van Tours. Vermoedelijk was hij aangesteld door Sigebert I en Brunhilde, waardoor hij zich van meet af aan tegen Chilperik en Fredegonde kantte. Zijn standpunt werd verder versterkt door verschillende conflicten tussen Chilperik en de Kerk, en door Chilperiks uitgesproken opvattingen over de Heilige Drievuldigheid. Het is opvallend dat Gregorius zelfs Chilperiks interesses rond kunst en religie afschildert als kinderachtig, terwijl hij Chilperiks tegenstanders positief weergeeft, ook de gewelddadige Gontram. Waarschijnlijk behoeft Gregorius' beeld van Chilperik dus enige nuancering.

## Nageslacht
1. Bij Audovera (561–580) kreeg hij vijf kinderen:
  1. Theodebert († 575)
  2. Merovech († 578)
  3. Clovis († 580). Hij dreigde af te rekenen met Fredegonde zodra hij koning werd. Fredegonde beschuldigde hem van hekserij omdat vier van haar kinderen jong stierven. Werd mogelijk vermoord op haar bevel.
  4. Basina. Werd verkracht in opdracht van Fredegonde, waardoor ze geen politiek huwelijk meer kon sluiten. Ze moest intreden in een klooster in Poitiers en veroorzaakte een opstand onder de nonnen.
  5. Childeswindis
2. Met Galswintha (540–568) was hij slechts getrouwd in 567–568.
3. Bij Fredegonde (545–597) kreeg hij zes kinderen, waarvan er vier stierven aan dysenterie.
  1. Chlodobert (565–580)
  2. Samson (575–577). Vernoemd naar de bisschop die hem doopte toen het echtpaar zich verschanste in Doornik.
  3. Dagobert (?–580)
  4. Theuderik (582–584)
  5. Rigundis, een dochter
  6. Chlotharius II (584–630), zijn opvolger

### Huwelijk met Galswintha
Nadat Chlotarius I het Visigotische Rijk steeds bestreden had, sloten Sigebert I en Chilperik een huwelijk met de Visigotische prinsessen Brunhilde en Galswintha. Galswintha voelde zich echter vernederd doordat Chilperik zijn relatie met Fredegonde niet beëindigde (zie verder). Ze wenste terug te keren naar haar familie, en wou zelfs afstand doen van alles wat ze gekregen had. Chilperik besefte echter dat ze, met politieke druk, zowel haar bruidsschat als haar morgengave zou kunnen opeisen. Voorlopig bemoeide koning Athanagild zich nog niet met het wangedrag van Chilperik. Later dat jaar overleed hij plots. De troonopvolging veroorzaakte een burgeroorlog, waardoor Chilperik geen tegenreactie van de Visigoten meer vreesde. In 568 werd Galswintha gewurgd aangetroffen in haar bed. Haar zus Brunhilde zou een vete voeren tot aan haar dood.

### Huwelijk met Fredegonde
Fredegonde was vermoedelijk een bediende, afkomstig uit de lage adel. Al tijdens Chilperiks eerste huwelijk werd ze zijn minnares. Toen Chilperik hertrouwde met Galswintha, moest hij beloven dat hij zijn buitenechtelijke relatie stopzette, maar hij bleef Fredegonde ontmoeten. Na één jaar huwelijk werd Galswintha vermoord aangetroffen. Amper enkele dagen later trouwden Chilperik en Fredegonde. Ze was een sterke koningin en de drijfkracht achter zijn doortastende, soms agressieve, bewind. Na Chilperiks dood werd Fredegonde regentes, tot de meerderjarigheid van Chlotharius II omstreeks 596.

## Voorouders
| Voorouders van Chilperik I | Voorouders van Chilperik I                     | Voorouders van Chilperik I                     | Voorouders van Chilperik I                           | Voorouders van Chilperik I                           | Voorouders van Chilperik I                     | Voorouders van Chilperik I                     | Voorouders van Chilperik I                     | Voorouders van Chilperik I                     |
| -------------------------- | ---------------------------------------------- | ---------------------------------------------- | ---------------------------------------------------- | ---------------------------------------------------- | ---------------------------------------------- | ---------------------------------------------- | ---------------------------------------------- | ---------------------------------------------- |
| Overgrootouders            | Childerik I (436–481) ∞ Basina (438–477)       | Childerik I (436–481) ∞ Basina (438–477)       | Chilperik II van Bourgondië (440–493) ∞ Caratene (?) | Chilperik II van Bourgondië (440–493) ∞ Caratene (?) | ? ∞ ?                                          | ? ∞ ?                                          | ? ∞ ?                                          | ? ∞ ?                                          |
| Grootouders                | Clovis I (466–511) ∞ Clothilde (480–545)       | Clovis I (466–511) ∞ Clothilde (480–545)       | Clovis I (466–511) ∞ Clothilde (480–545)             | Clovis I (466–511) ∞ Clothilde (480–545)             | Baderic van Thüringen (?) ∞ ?                  | Baderic van Thüringen (?) ∞ ?                  | Baderic van Thüringen (?) ∞ ?                  | Baderic van Thüringen (?) ∞ ?                  |
| Ouders                     | Chlotarius I (497–561) ∞ Aregonda (520–572/83) | Chlotarius I (497–561) ∞ Aregonda (520–572/83) | Chlotarius I (497–561) ∞ Aregonda (520–572/83)       | Chlotarius I (497–561) ∞ Aregonda (520–572/83)       | Chlotarius I (497–561) ∞ Aregonda (520–572/83) | Chlotarius I (497–561) ∞ Aregonda (520–572/83) | Chlotarius I (497–561) ∞ Aregonda (520–572/83) | Chlotarius I (497–561) ∞ Aregonda (520–572/83) |
| Chilperik I (535–584)      |                                                |                                                |                                                      |                                                      |                                                |                                                |                                                |                                                |